# Карваляш
Карваляш (порт. Carvalhas; МФА: [kaɾ.ˈva.ʎaʃ]) — парафія в Португалії, у муніципалітеті Барселуш. Розташована в північно-західній частині країни, на теренах історичної португальської провінції Дору-Міню. Входить до складу округу Брага. За адміністративним поділом, чинним до 1976 року, терени парафії були складовою провінції Міню. Належить до Бразької архідіоцезії Католицької церкви. Патрон — Мартин Турський. Площа — 3,4945 км². Населення — 691 ос. (2011). Слабо урбанізований регіон. Густота населення — 197,74 осіб/км²
. Код — 030221.

## Назва
- Карвалюш (порт. Carvalhos) — альтернативна назва.

## Населення
| Кількість мешканців | Кількість мешканців | Кількість мешканців | Кількість мешканців | Кількість мешканців | Кількість мешканців | Кількість мешканців | Кількість мешканців | Кількість мешканців | Кількість мешканців | Кількість мешканців | Кількість мешканців | Кількість мешканців | Кількість мешканців | Кількість мешканців |
| ------------------- | ------------------- | ------------------- | ------------------- | ------------------- | ------------------- | ------------------- | ------------------- | ------------------- | ------------------- | ------------------- | ------------------- | ------------------- | ------------------- | ------------------- |
| 1864                | 1878                | 1890                | 1900                | 1911                | 1920                | 1930                | 1940                | 1950                | 1960                | 1970                | 1981                | 1991                | 2001                | 2011                |
| 307                 | 319                 | 261                 | 280                 | 294                 | 287                 | 382                 | 411                 | 441                 | 440                 | 569                 | 715                 | 724                 | 781                 | 691                 |